# Kokofata
Kokofata is een gemeente (commune) in de regio Kayes in Mali. De gemeente telt 22.000 inwoners (2009).
De gemeente bestaat uit de volgende plaatsen:
- Bafing–Makana
- Bilico
- Dalama
- Diba
- Djiguiya
- Fagala–Couta
- Kahélianding
- Kassadala
- Koha
- Kokofata
- Kologon
- Kougnoumaya
- Koumakiré
- Makana
- Marimbilia
- Sitanikoto
- Soukoutaling